# غزاله بنی‌طالبی
غزاله بنی‌طالبی (زادهٔ ۲۴ دی ۱۳۸۰ در شهر کرد) بازیکن تیم ملی فوتبال زنان اهل ایران است.

## زندگی‌نامه
غزاله بنی‌طالبی ۲۴ دی ۱۳۸۰ در شهرکرد متولد شد. او در باشگاه وچان کردستان در پست مدافع بازی کرد و در سال ۱۳۹۷ به همراه تیم ملی بانوان زیر ۱۷ سال کشور، در تورنمنت بین‌المللی فوتبال ایتالیا حضور داشت. غزاله بنی‌طالبی در سال ۲۰۱۹، در تورنمنت کوپان اسپرینگ روسیه به عنوان بهترین مدافع رقابت‌ها معرفی شد. او همچنین در مهر ۱۴۰۰، در مسابقات مقدماتی قهرمانی آسیا، مقابل اردن به میدان رفت و به همراه تیم ملی فوتبال زنان ایران با پیروزی مقابل اردن، به رقابت‌های نهایی جام ملت‌های زنان آسیا ۲۰۲۲ صعود کرد.